# Phanerochaete mauiensis
Phanerochaete mauiensis är en svampart som beskrevs av Gilb. & Adask. 1993. Phanerochaete mauiensis ingår i släktet Phanerochaete och familjen Phanerochaetaceae.   Inga underarter finns listade i Catalogue of Life.